# Ryukishi07
Ryukishi07 (竜騎士07, Ryūkishi Zero Nana, 19 de novembro de 1973) é a assinatura de um artista japonês nascido na Província de Chiba, criador do conceito original para a série de livros visuais Higurashi no Naku Koro ni e Umineko no Naku Koro ni. É o membro representante do grupo 07th Expansion. Sua assinatura vem da série Final Fantasy, "Ryūkishi" sendo o japonês para "dragão", e "07" o goroawase para o nome da personagem Lenna do jogo Final Fantasy V.

## Carreira
Ryukishi07 estudou em uma escola vocacional especializada em artes por causa de seu interesse em jogos eletrônicos, animês e mangás. Na época, ele escrevia histórias independentes. Durante seu tempo no colégio, ele tentou escrever mangás e livros, mas veio a perceber que, "não importa quão forte é sua paixão por algo, sem a habilidade necessária, você nunca conseguirá fazer como os profissionais". Certo dia, ele se encontrou com um colega de uma trupe teatral, e se inspirou em escrever uma peça chamada "O Ponto de Ônibus de Hinamizawa" (雛見沢停留所, Hinamizawa Teiryūjo). Ele enviou o roteiro da peça a um concurso, mas acabou perdendo.
Após terminar a escola vocacional, ele sonhou se tornar um criador de jogos eletrônicos, concentrando seus esforços a encontrar uma posição em uma desenvolvedora. Porém, não obteve sucesso em nenhuma de suas tentativas. Relutantemente, ele aceitou trabalhar em uma loja de moda masculina, mas depois de alguns meses decidiu tentar uma oferta em cargo público baseado em um teste de serviço civil que havia tomado enquanto procurava por um emprego.

## Reações à difusão mundial de suas obras
Em 2012, em entrevista a Damien Bandrac ao Journal du Japon, Ryukishi07 disse:
| “ | Inicialmente, minha audiência era composta de otakus que participavam da Comiket, sendo eles uma pequena fração composta de otakus japoneses, que por sua vez compunham uma pequena parte do povo japonês em geral! Eu nunca imaginei por um segundo sequer que meu trabalho poderia ser lido, publicado e editado do outro lado do planeta, na França... Quanto a Higurashi, eu nunca achei que pessoas fora do Japão se interessariam por ele. Umineko em particular é um texto que até mesmo os japoneses têm dificuldade em ler. Então, imaginar que estrangeiros teriam feito o esforço de ler, entender e traduzir, é para mim motivo de felicidade indescritível. | ” |

## Processo de escrita
A escrita de Ryukishi07 é descrita por alternar entre "cenas macabras e humor escolar". Ele disse que "a história deve ser como uma montanha russa. Isto é, antes de escrever uma cena cruel, eu tenho que animar os espíritos das pessoas, por exemplo, com uma cena divertida... Antes de escrever uma cena de puro desespero, devemos passar pelas cenas de esperança. Quando eu escrevo, tudo isso me diverte bastante."
Ele cita And Then There Were None de Agatha Christie como uma de suas maiores influências.

## Obras
- Higurashi no Naku Koro ni (roteiro e ilustrações, livros Kodansha Box)
- Kaidan to Odorō, Soshite Anata wa Kaidan de Odoru (怪談と踊ろう、そしてあなたは階段で踊る), livro serializado na revista Faust
- Higurashi Daybreak (roteiro)
- Umineko no Naku Koro ni (roteiro e ilustrações, livros Kodansha Box)
- Rewrite por Key (roteiro parcial - rota da Lucia)
- Ōkami Kakushi por Konami (ideia original e direção)
- Higanbana no Saku Yoru ni
- Natsu no Kagerō (なつのかげろう), jogo em 3D feito em colaboração com a Twilight Frontier
- Hotarubi no Tomoru Koro ni (roteiro), mangá ilustrado por Nokuto Koike
- Trianthology: Sanmenkyō no Kuni no Alice (roteiro)
- Kamaitachi no Yoru - Rinne Saisei (assistente)
- Renai Harem Game Shuuryou no Oshirase ga Kuru Koro ni (roteiro)
- Rose Guns Days (roteiro e design de personagem parcial)[5][6]
- Ciconia no Naku Koro ni (roteiro e ilustrações)
- Iwaihime (roteiro)
- Gensō Rōgoku no Kaleidoscope (roteiro)
- Loopers por Key (roteiro)
- Silent Hill f (roteiro)[7]